# Scytalopus iraiensis
A Scytalopus iraiensis a madarak osztályának verébalakúak (Passeriformes) rendjébe és a fedettcsőrűfélék (Rhinocryptidae) családjába tartozó faj.

## Rendszerezése
A fajt Marcos Ricardo Bornschein, Bianca Luiza Reinert és Mauro Pichorim írták le 1998-ban.

## Előfordulása
Brazília déli részén honos. Természetes élőhelyei a szubtrópusi és trópusi elárasztott gyepek és cserjések. Állandó, nem vonuló faj.

## Megjelenése
Testhossza 10 centiméter.

## Természetvédelmi helyzete
Az elterjedési területe kicsi és gyorsan csökken, egyedszáma 250-999 példány közötti és szintén csökken. A Természetvédelmi Világszövetség Vörös listáján veszélyeztetett fajként szerepel.